# لكسمارك
شركة لكسمارك العالمية، (الرمز في بورصة نيويورك: LXK) هي شركة أمريكية تطور وتصنع منتجات الطباعة والتصوير، بما فيها الطابعات الليزرية والنافثة للحبر، ومنتجات متعددة الوظائف، ومستلزمات الطباعة، وغيرها من الخدمات للمستهلكين سواء شركات أو أفراد. ويقع المقر الرئيسي للشركة في ليكسينغتون، كنتاكي.